# Solo parole
Solo parole è un singolo del rapper italiano Mondo Marcio, pubblicato il 31 ottobre 2014 come terzo estratto dal sesto album in studio Nella bocca della tigre.

## Descrizione
Sesta traccia di Nella bocca della tigre, Solo parole è caratterizzato dalla presenza di un campionamento del noto brano di Mina Parole parole, pubblicato dalla cantante come singolo nel 1972.

## Video musicale
Il videoclip, diretto da Fernando Luceri e da Gianni De Blasi, è stato pubblicato il 27 gennaio 2015 attraverso il canale Vevo di Mondo Marcio.